# Ilztal
Ilztal ist eine Gemeinde mit 2199 Einwohnern (Stand 1. Jänner 2024), sie liegt im Gerichtsbezirk und Bezirk Weiz in der Südoststeiermark (Österreich). Im Rahmen der Gemeindestrukturreform in der Steiermark ist sie seit 2015 mit der Gemeinde Preßguts zusammengeschlossen,
die neue Gemeinde führt den Namen Ilztal weiter. Grundlage dafür ist das Steiermärkische Gemeindestrukturreformgesetz – StGsrG.

## Geografie

### Geografische Lage
Die Gemeinde liegt etwa 20 km östlich von Graz und 10 km südöstlich der Bezirkshauptstadt Weiz im Tal der Ilz im Oststeirischen Hügelland.

### Gemeindegliederung
Das Gemeindegebiet umfasst folgende sieben Ortschaften (Einwohner Stand 1. Jänner 2024):
- Großpesendorf (146)
- Neudorf (423)
- Nitschaberg (138)
- Prebensdorf (784)
- Preßguts (342)
- Schirnitz (86)
- Wolfgruben bei Gleisdorf (280)

Die Gemeinde besteht aus sechs Katastralgemeinden (Fläche Stand 31. Dezember 2023):
- Großpesendorf (278,98 ha)
- Neudorf (370,05 ha)
- Nitschaberg (64,02 ha)
- Prebensdorf (731,06 ha)
- Preßguts (643,6 ha)
- Wolfsgruben bei Gleisdorf (157,65 ha)

### Nachbargemeinden
An Ilztal grenzen sieben Gemeinden, alle liegen im Bezirk Weiz.
| Sankt Ruprecht an der Raab | Puch bei Weiz                               | Pischelsdorf am Kulm      |
| Albersdorf-Prebuch         | Kompassrose, die auf Nachbargemeinden zeigt | Gersdorf an der Feistritz |
| Gleisdorf                  | Sinabelkirchen                              |                           |

## Geschichte
Durch Funde ist eine Besiedelung schon in römischer Zeit, in der das Gebiet zur Provinz Pannonien gehörte, belegt.
Markant sind vor allem die Schicksalsschläge, die die Orte im Lauf der Jahrhunderte heimsuchten:
- So trat im Jahr 1349 zum ersten Mal die Pest auf; auch zwischen 1643 und 1714 kam es zu wiederholten Pestepidemien, an die heute noch so genannte Pestkreuze erinnern, die möglicherweise an der Stelle von Massengräbern errichtet wurden.
- 1782 gab es eine Heuschreckenplage.
- 1842 brannte Prebensdorf bis auf drei Häuser ab.

Die Gemeinde Ilztal entstand am 1. Januar 1968 durch Zusammenlegung der bis dahin selbständigen Gemeinden Großpesendorf, Prebensdorf und Wolfgruben bei Gleisdorf.

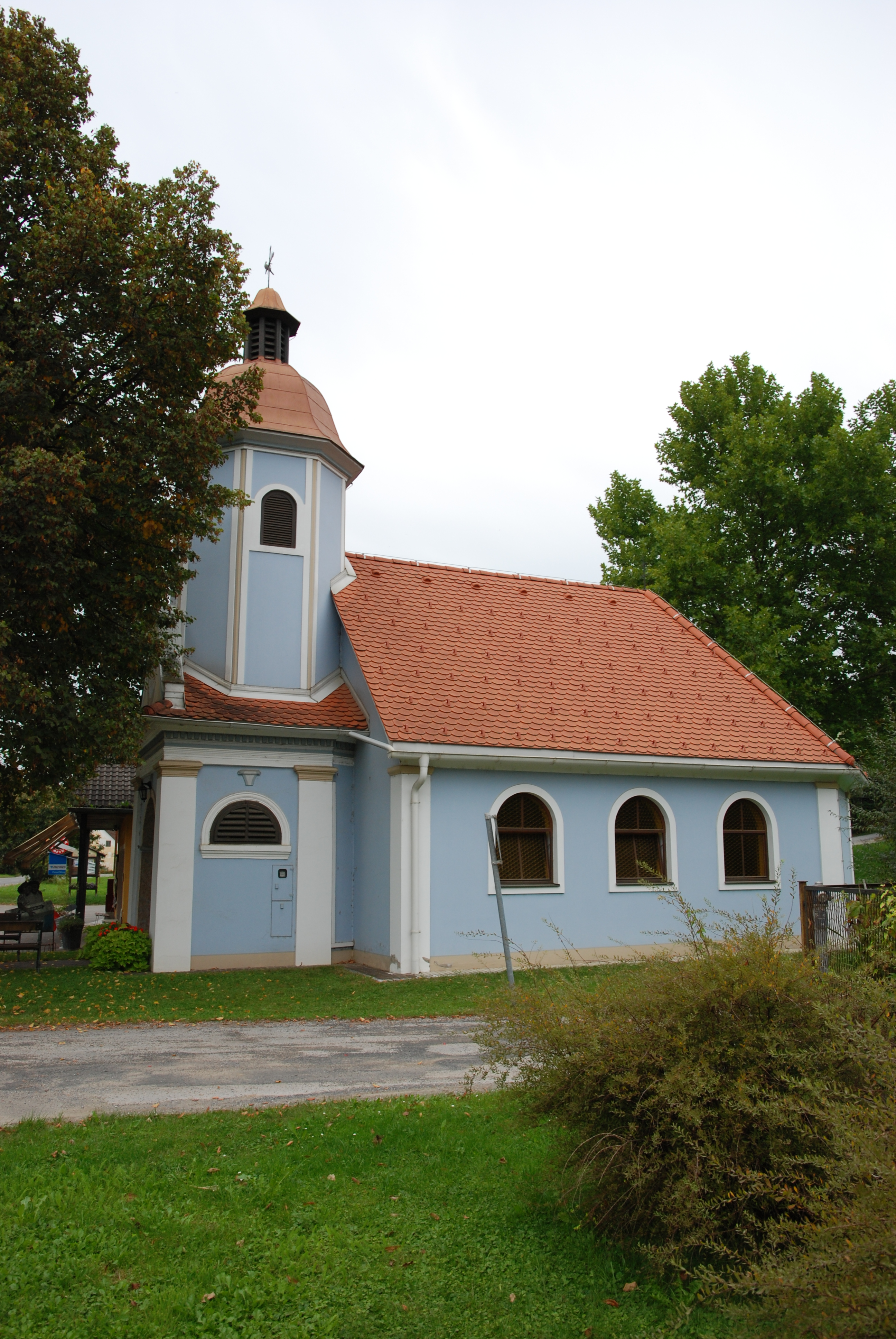
Kapelle Neudorf

### Bevölkerungsentwicklung
| Ilztal: Einwohnerzahlen von 1869 bis 2024           | Ilztal: Einwohnerzahlen von 1869 bis 2024 | Ilztal: Einwohnerzahlen von 1869 bis 2024 | Ilztal: Einwohnerzahlen von 1869 bis 2024 | Ilztal: Einwohnerzahlen von 1869 bis 2024 |
| --------------------------------------------------- | ----------------------------------------- | ----------------------------------------- | ----------------------------------------- | ----------------------------------------- |
| Jahr                                                |                                           |                                           |                                           | Einwohner                                 |
| 1869                                                | 1869                                      |                                           | 1.900                                     | 1.900                                     |
| 1880                                                | 1880                                      |                                           | 1.928                                     | 1.928                                     |
| 1890                                                | 1890                                      |                                           | 2.023                                     | 2.023                                     |
| 1900                                                | 1900                                      |                                           | 1.988                                     | 1.988                                     |
| 1910                                                | 1910                                      |                                           | 1.977                                     | 1.977                                     |
| 1923                                                | 1923                                      |                                           | 1.897                                     | 1.897                                     |
| 1934                                                | 1934                                      |                                           | 2.011                                     | 2.011                                     |
| 1939                                                | 1939                                      |                                           | 1.958                                     | 1.958                                     |
| 1951                                                | 1951                                      |                                           | 1.879                                     | 1.879                                     |
| 1961                                                | 1961                                      |                                           | 1.888                                     | 1.888                                     |
| 1971                                                | 1971                                      |                                           | 2.014                                     | 2.014                                     |
| 1981                                                | 1981                                      |                                           | 2.048                                     | 2.048                                     |
| 1991                                                | 1991                                      |                                           | 2.069                                     | 2.069                                     |
| 2001                                                | 2001                                      |                                           | 2.139                                     | 2.139                                     |
| 2011                                                | 2011                                      |                                           | 2.126                                     | 2.126                                     |
| 2021                                                | 2021                                      |                                           | 2.172                                     | 2.172                                     |
| 2024                                                | 2024                                      |                                           | 2.199                                     | 2.199                                     |
| Quelle(n): Statistik Austria, Gebietsstand 1.1.2021 |                                           |                                           |                                           |                                           |

### Religionen
Der größte Teil der Einwohner, nämlich 95,2 %, bekennt sich zum römisch-katholischen Glauben; 0,6 % sind evangelisch, 0,3 % Muslime. Ohne religiöses Bekenntnis sind 2,7 % der Bevölkerung.

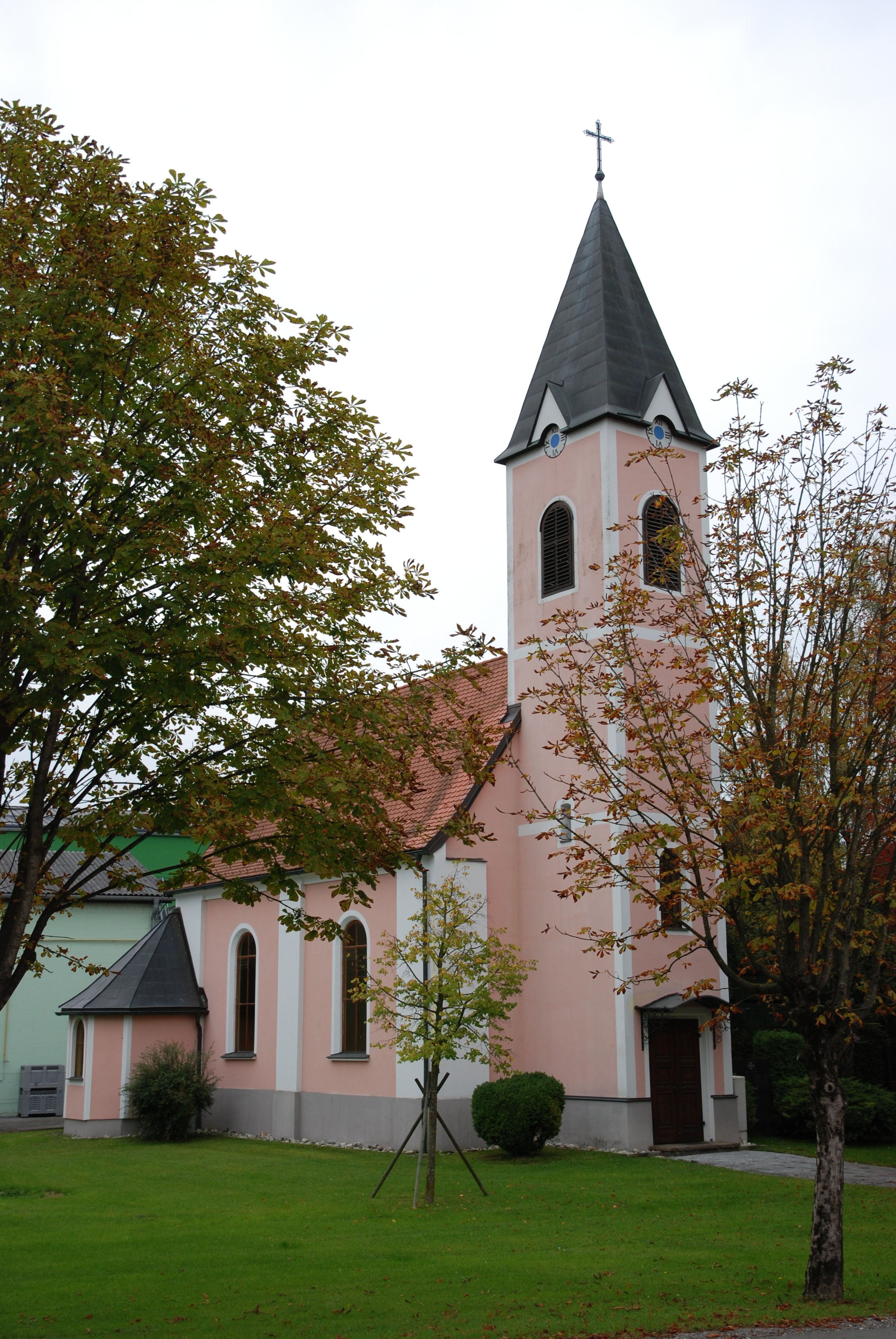
Kapelle Prebensdorf

## Öffentliche Einrichtungen

### Bildungshaus
Das Bildungshaus Ilztal ist ein Bildungszentrum in der Gemeinde Ilztal, das sowohl einen Kindergarten als auch eine Volksschule beherbergt. Mit Baukosten von rund sieben Millionen Euro handelt es sich um die größte Investition in der Geschichte der Gemeinde. Vier Millionen Euro der Gesamtkosten werden vom Land Steiermark gefördert, die restlichen drei Millionen trägt die Gemeinde selbst.
Das neue Bildungshaus bietet Platz für drei Kindergartengruppen sowie sechs Volksschulklassen mit der Option auf zwei zusätzliche Klassen. Die Gesamtnutzfläche wird von bisher etwa 1.000 Quadratmetern auf rund 2.600 Quadratmeter erweitert. Der Bau des Zentrums begann im Juli 2020 und wurde im Februar 2022 abgeschlossen.

## Wirtschaft und Infrastruktur

### Verkehr
Durch das Gemeindegebiet verläuft die Wechsel Straße B 54. Außerdem gibt es im benachbarten Sinabelkirchen eine Auffahrt auf die Südautobahn A 2 und damit eine hochrangige Verbindung sowohl nach Hartberg und Wien als auch in die Landeshauptstadt Graz. Die Bezirkshauptstadt Weiz ist auf einer Landesstraße durch das Ilztal erreichbar.
Der nächstgelegene Bahnhof befindet sich in Gleisdorf, von wo mit der steirischen Ostbahn sowohl die Landeshauptstadt Graz als auch die kleineren Städte Feldbach und Fehring erreichbar sind. Von Gleisdorf führt auch eine Stichbahn nach Weiz (Weizer Bahn).

### Ansässige Unternehmen
Die Wirtschaft ist durch das Überwiegen landwirtschaftlicher Kleinbetriebe, von denen viele im Nebenerwerb bewirtschaftet werden, gekennzeichnet. Gebaut werden Obst und Wein, der teilweise in Buschenschanken selbst vermarktet wird.
Daneben gibt es verschiedene gewerbliche Betriebe, z. B. Baugewerbe, Holzhandel, Transportunternehmen, Nahversorger etc.

## Politik

### Gemeindevorstand
Der Gemeindevorstand besteht aus dem Bürgermeister Andreas Nagl, dem Vizebürgermeister Kurt Nistelberger sowie dem Kassier Herbert Gauster.

### Gemeinderat
Bei den Gemeinderatswahlen vom 23. März 2025 behauptete die Österreichische Volkspartei (ÖVP) ihre Dominanz und gewann 73,66 % der Stimmen, ein Plus von 5,29 Prozentpunkten gegenüber 2020. Die Freiheitliche Partei Österreichs (FPÖ) erhielt 26,34 % der Stimmen, ein Plus von 8,96 Prozentpunkten gegenüber 2020. An der Wahl nahmen keine anderen politischen Parteien teil. Die Wahlbeteiligung lag bei 79,39 % von 1892 Wahlberechtigten.
Der Gemeinderat setzt sich wie folgt zusammen:
- 11 Sitze ÖVP
- 4 Sitze FPÖ

### Wappen
Beide Vorgängergemeinden hatten ein Gemeindewappen. Wegen der Gemeindezusammenlegung verloren diese mit 1. Jänner 2015 ihre offizielle Gültigkeit.

1982 verlieh Landeshauptmann Josef Krainer junior der Gemeinde Ilztal ein Gemeindewappen. Die Neuverleihung dieses unveränderten Gemeindewappens für die Fusionsgemeinde erfolgte mit Wirkung vom 20. November 2016.
Die aktualisierte Blasonierung lautet:
„In Gold ein blauer Pfahl, in den Flanken je sechs einander und die Schildränder berührende rote Ballen, von diesen der jeweils untere angeschnitten.“
Erklärung: Das in der Mitte des Wappens durchgehende blaue Band verkörpert die verbindende Ilz. Die goldigen Flächen zu beiden Seiten bedeuten die Ährenfelder bzw. das fruchtbare Ilztal. Die roten Ballen sind Sinnzeichen für alle Arten von Früchten, die hier gedeihen, und ebenso Sinnzeichen für die Früchte der Hände Fleiß und Früchte geistiger Arbeit.
(Wörtlich zitiert aus der Webseite der Gemeinde.)

## Vereine
In Ilztal gibt es rund 20 aktive Vereine, welche von Aktivitäten Sport bis zu gesellschaftlichen und kulturellen Veranstaltungen anbieten.

### Sportvereine
- SVU RB Klausner Kühltransporte Ilztal
- ESV Ilztal
- ESV Preßguts
- Tennisclub Ilztal
- Wintersportverein Ilztal
- Wanderverein Großpesendorf
- Tennisverein Preßguts
- Los Vodcos Hobby
- Freizeitverein Spooners 04
- Reitverein Ilztal

### Kultur- & Sozialvereine
- Seniorenverein Ilztal
- Kulmlandchor
- Elternverein Ilztal
- Bauernbund Ilztal

### Natur- & Umweltvereine
- Jagdgesellschaft Preßguts
- Jagdgesellschaft Ilztal
- Fischgewässer Prebensdorf
- Fischgewässer Preßguts
- Hundeschule Ilztal

## Persönlichkeiten

### Ehrenbürger
- 1982: Josef Krainer (1930–2016), Landeshauptmann der Steiermark 1980–1996[11]
- Anton Schafzahl, Bürgermeister

### Söhne und Töchter der Gemeinde
- Elfriede Hammerl (* 1945), Journalistin

### Ehrenringträger
- HBI Willibald Strahlhofer (1933–2016), Kommandant der Freiwilligen Feuerwehr Neudorf/Großpesendorf
- Franz Trumler, Abschnitts-Ortsfeuerwehrkommandant der FF Prebensdorf
- Helmut Erlacher, Bürgermeister